# Eleocharis nana
Eleocharis nana är en halvgräsart som beskrevs av Carl Sigismund Kunth. Eleocharis nana ingår i släktet småsäv, och familjen halvgräs. Inga underarter finns listade i Catalogue of Life.